# Bolitoglossa peruviana
Espèce
Synonymes
- Spelerpes peruvianus Boulenger, 1883

Statut de conservation UICN

 DD  : Données insuffisantes
Bolitoglossa peruviana est une espèce d'urodèles de la famille des Plethodontidae.

## Répartition
Cette espèce se rencontre entre 200 et 800 m d'altitude sur le versant amazonien de la cordillère Orientale, :
- dans le Nord-Est du Pérou dans les régions de San Martín et Loreto ;
- dans l'est de l'Équateur.

## Étymologie
Cette espèce est nommée en référence au lieu de sa découverte, le Pérou.

## Publication originale
- Boulenger, 1883 : Description of new species of reptiles and batrachians in the British Museum. Annals and Magazine of Natural History, sér. 5, vol. 12, p. 161-167 (texte intégral).